# صحيفة الزمان
صحيفة الزمان صحيفة عراقية عربية يومية تصدر بطبعتين عراقية وعربية في لندن و بغداد وبيروت. يرأس تحرير الصحيفة سعد البزاز، ويرأس تحرير الطبعة الدولية د. فاتح عبد السلام، بينما يرأس د. أحمد عبد المجيد تحرير طبعة العراق. تنتقد النسخة الدولية باستمرار ممارسات الولايات المتحدة الأمريكية و الغزو الأمريكي للعراق بشكل أخص.
مديرو التحرير هم نضال الليثي (لندن) وندى شوكت (بغداد) وسعد محمد عباس (عمان).

## وصلات خارجية
- موقع الصحيفة